# هوارد هومن بافت
هوارد هومن بافت (انگلیسی: Howard Buffett؛ ۱۳ اوت ۱۹۰۳ – ۳۰ آوریل ۱۹۶۴) سیاستمدار و سرمایه‌گذار اهل ایالات متحده آمریکا بود. وی پدر سرمایه‌دار مشهور آمریکایی؛ وارن بافت می‌باشد. هوارد بافت ۴ دوره نمایندگی نبراسکا در مجلس نمایندگان ایالات متحده آمریکا را برعهده داشت. وی از اعضای حزب جمهوری‌خواه بود.

## فلسفه سیاسی
هاوارد بافت به خاطر موضع لیبرترین راست قدیم خود به خاطر چند سال دوستی کردن با موری راتبارد به یاد آورده می‌شود. او همواره از جانب آمریکایی‌ها برای اقدام دموکراتیک و دیگر گروه‌های چپ گرا که به درجه‌بندی سیاستمداران از لحاظ گرایش به چپ می‌کردند، درجه صفر را دریافت می‌کرد.
بافت یکی از منتقدان صریح الهجه «دکترین ترومن» و «طرح مارشال» بود. او گفت: «ایده‌های مسیحی ما نمی‌تواند با دلار و سلاح به سایر کشورها صادر شود». او معتقد بود که آمریکا تا حد زیادی مسئول اوج گیری جنگ کره بوده‌است.